# Хон Мьон-бо
Хон Мьон-бо (на корейски: 홍명보) e южнокорейски футболист и треньор. Смятан за един от най-добрите футболисти в историята на страната и азиатския футбол като цяло. Дългогодишен капитан на националния отбор на Република Корея и участник на 4 световни първенства, Мюнг-бо е и рекордьор по мачове за тима със 136 мача. Той е и единсвеният южнокореец в престижната класация ФИФА 100.

## Клубна кариера
Започва кариерата си в отбора на Корейския университет в Сеул. През 1991 г. отбива военната си служба в армейския клуб Сангму. На следващата година преминава в тима на Поханг Стийлърс и печели Кей Лигата. Бо впечатлява със стабилната си игра и е избран в идеалния тим на първенството. В състава на Поханг печели Купата на лигата през 1993 г., корейската ФА Къп през 1996 г. и Шампионската лига на Азия през 1997 г.
През 1997 г. Хон преминава в японския Белмаре Хирацука, където играе 2 сезона. През 1999 г. подписва с Кашива Рейсол и печели Купата на лигата същия сезон. Това остава и единствен трофей на защитника в Япония. В състава на Кашива той остава на два пъти трети в японската Джей Лига Дивизия 1. През 2002 г. се завръща в Поханг Стийлърс и изиграва 19 мача.
През 2003 г. защитникът подписва с американския Лос Анджелис Галакси, където завършва кариерата си.

## Национален отбор
За националния отбор на Южна Корея дебютира на 4 февруари 1990 г. в приятелски мач с Норвегия. През лятото на същата година е част от тима на Световното първенство в Италия, но корейците отпадат в групите с 3 загуби. 4 години по-късно на Световното първенство в САЩ Хон отбелязва два гола – при равенството с Испания 2:2 и при загубата от Германия с 2:3.
През 1996 г. играе в турнира за Купата на Азия, но Южна Корея отпада в 1/4-финалите. През 1998 г. Хон е титуляр за корейския тим във всичките 3 мача на световното първенство във Франция, като тимът отново отпада в групите.
През 2000 г. Хон получава уайлд кард за състава на Южна Корея на Олимпиадата в Сидни, но се контузва преди турнира и е заменен от Канг Чул. Същата година записва мачове в турнирите на Купата на КОНКАКАФ, където Корея е гост и в Купата на Азия.
Защитникът е капитан на националния отбор на домакинското световно първенство през 2002 г. и изиграва основна роля за достигането на рекордното 4-то място от корейския тим. След края на турнира е избран за третия най-добър играч на първенството, ставайки първият азиатец с подобно постижение.
За 12 години кариера в националния тим Хон Мьон-бо записва 136 мача и отбелязва 10 гола.

## Треньорска кариера
През 2009 г. бившият защитник поема юношеския национален отбор на Южна Корея до 20 г. С тима участва на младежкото световно първенство, където достига 1/4-финал. През октомври 2009 г. поема отбора до 23 г. Хон е треньор на тима на Олимпиадата в Лондон, където южнокорейците печелят бронзов медал. През 2013 г. за кратко е асистент на Гуус Хидинк в тима на Анжи. На 24 юни 2013 г. поема националния отбор на Южна Корея и води тима на Мондиал 2014. След разочароващото представяне на световното, Бо напуска своя пост.
От 2016 г. е треньор на Ханджоу Грийнтаун.

## Успехи

### Клубни
- Кей лига – 1992
- Купа на лигата на Южна Корея – 1993
- Купа на Южна Корея – 1996
- Шампионска лига на Азия – 1997
- Купа на лигата на Япония – 1999

### Индивидуални
- В идеалния отбор на Кей лигата – 1992, 1994, 1995, 1996, 2002
- В идеалния отбор на Джей лигата – 2000
- В идеалния отбор на Купата на Азия – 2000
- В идеалния отбор на Световно първенство – 2002
- ФИФА 100 – 2004

## Статистика
| Клубна кариера | Клубна кариера              | Клубна кариера | Лига   | Лига   | Купа   | Купа   | Купа на лигата | Купа на лигата | Континентални   | Континентални   | Общо   | Общо   |
| Сезон          | Клуб                        | Дивизия        | Мачове | Голове | Мачове | Голове | Мачове         | Голове         | Мачове          | Голове          | Мачове | Голове |
| Южна Корея     | Южна Корея                  | Южна Корея     | Лига   | Лига   | Купа   | Купа   | Купа на лигата | Купа на лигата | Азия            | Азия            | Общо   | Общо   |
| -------------- | --------------------------- | -------------- | ------ | ------ | ------ | ------ | -------------- | -------------- | --------------- | --------------- | ------ | ------ |
| 1992           | ПОСКО Атомс/Поханг Стийлърс | Кей лига       | 29     | 1      | -      | -      | 8              | 0              | -               | -               | 37     | 1      |
| 1993           | ПОСКО Атомс/Поханг Стийлърс | Кей лига       | 11     | 1      | -      | -      | 1              | 0              | -               | -               | 12     | 1      |
| 1994           | ПОСКО Атомс/Поханг Стийлърс | Кей лига       | 17     | 4      | -      | -      | 0              | 0              | -               | -               | 17     | 4      |
| 1995           | ПОСКО Атомс/Поханг Стийлърс | Кей лига       | 24     | 1      | -      | -      | 7              | 0              | -               | -               | 31     | 1      |
| 1996           | ПОСКО Атомс/Поханг Стийлърс | Кей лига       | 29     | 7      | 0      | 0      | 5              | 0              | ?               | ?               | 34+?   | 7+?    |
| 1997           | ПОСКО Атомс/Поханг Стийлърс | Кей лига       | 0      | 0      | 0      | 0      | 6              | 0              | ?               | ?               | 6+?    | 0+?    |
| Япония         | Япония                      | Япония         | Лига   | Лига   | Купа   | Купа   | Купа на лигата | Купа на лигата | Азия            | Азия            | Общо   | Общо   |
| 1997           | Белмаре Хирацука            | Джей лига      | 10     | 0      | 3      | 1      | 0              | 0              | ?               | ?               | 13+?   | 1+?    |
| 1998           | Белмаре Хирацука            | Джей лига      | 32     | 0      | 2      | 0      | 0              | 0              | -               | -               | 34     | 0      |
| 1999           | Кашива Рейсол               | Джей лига      | 28     | 5      | 4      | 2      | 5              | 2              | -               | -               | 37     | 9      |
| 2000           | Кашива Рейсол               | Джей лига      | 29     | 2      | 2      | 0      | 2              | 0              | -               | -               | 33     | 2      |
| 2001           | Кашива Рейсол               | Джей лига      | 15     | 0      | 0      | 0      | 3              | 0              | -               | -               | 18     | 0      |
| Южна Корея     | Южна Корея                  | Южна Корея     | Лига   | Лига   | Купа   | Купа   | Купа на лигата | Купа на лигата | Азия            | Азия            | Общо   | Общо   |
| 2002           | Поханг Стийлърс             | Кей Лига       | 19     | 0      | 0      | 0      | 0              | 0              | -               | -               | 19     | 0      |
| САЩ            | САЩ                         | САЩ            | Лига   | Лига   | Купа   | Купа   | Купа на лигата | Купа на лигата | Северна Америка | Северна Америка | Общо   | Общо   |
| 2003           | ЛА Галакси                  | МЛС            | 25     | 0      | 2      | 0      |                |                |                 |                 | 27     | 0      |
| 2004           | ЛА Галакси                  | МЛС            | 13     | 0      | 0      | 0      |                |                | -               | -               | 13     | 0      |
| Country        | Южна Корея                  | Южна Корея     | 129    | 14     | 0      | 0      | 27             | 0              | ?               | ?               | 156+?  | 14+?   |
| Country        | Япония                      | Япония         | 114    | 7      | 11     | 3      | 10             | 2              | ?               | ?               | 135+?  | 12+?   |
| Country        | САЩ                         | САЩ            | 38     | 0      | 2      | 0      | 0              | 0              | 0               | 0               | 40     | 0      |
| Общо           | Общо                        | Общо           | 281    | 21     | 13     | 3      | 37             | 2              | ?               | ?               | 331+?  | 26+?   |